# Институт литовской литературы и фольклора
54°41′43″ с. ш. 25°18′21″ в. д.
Институ́т лито́вской литерату́ры и фолькло́ра (лит. Lietuvių literatūros ir tautosakos institutas, LLTI) — научный институт в Вильнюсе, ведущий фундаментальные и прикладные исследования литовской литературы и литовского фольклора. Располагается в бывшем дворце Вилейшиса на Антоколе, по адресу улица Антакальнё 6 (Antakalnio g. 6).

## История
Предшественником Института литовской литературы и фольклора считается учреждённый в 1939 году в Каунасе Институт литуанистики с тремя отделами — литовского языка, истории Литвы и литовского фольклора. В 1940 году после передачи Вильнюса Советским Союзом Литве Институт литуанистики обосновался в вильнюсском дворце Вилейшиса. В 1941 году, когда была создана Академия наук Литовской ССР, эти отделы образовали два института Академии — Институт литовской литературы (директор Винцас Миколайтис-Путинас) и Институт литовского языка. После Второй мировой войны директором был с 1945 года Миколайтис-Путинас, с 1946 года — писатель и литературный критик Костас Корсакас. 
В 1952 году институты были объединены в Институт литовского языка и литературы, в котором в 1953 году был образован сектор фольклора. Во главе института стоял до 1984 года Костас Корсакас, в 1984—1990 годах — Йонас Ланкутис. В институте насчитывалось 47 сотрудников, в 1980 году — 113. 
В 1990 году институт был реорганизован в два самостоятельных государственных научных учреждения — Институт литовской литературы и фольклора и Институт литовского языка. В 1990—2001 годах директором Института литовской литературы и фольклора был академик, профессор, хабилитированный доктор наук Леонардас Саука, в 2001—2008 годах — профессор, хабилитированный доктор наук Альгис Каледа. С февраля 2008 года институтом руководит доктор гуманитарных наук Миндаугас Кветкаускас.

## Здание
Институт занимает два здания, которые Пятрас Вилейшис построил по проекту Августа Клейна в 1904—1906 годах. Дворец Вилейшиса стал очагом литовской культуры: здесь работали Литовское научное общество (Lietuvių mokslo draugija) и его библиотека, магазин литовской книги, типография первой литовской газеты. 
С 1941 года дворец перешёл в распоряжение Академии наук Литовской ССР. Здесь разместились Институт истории, Институт литовского языка, Институт литовской литературы с основанным в 1947 году Литературным музеем АН Литовской ССР. Институт истории был переведён в здание по улице Косцюшкос 30. Во дворце Вилейшиса работал Институт литовского языка и литературы. 
Отдельный Институт литовского языка занял расположенный поблизости комплекс зданий на идущей вдоль берега Вилии улице П. Вилейшё (P. Vileišio g. 5). Реорганизованный Институт литовской литературы и фольклора литературы располагается во дворце Вилейшиса.

## Структура
В институте есть отделы древней, новой, современной литературы, отдел текстологии, отдел народных песен, отдел повествовательного фольклора, отдел архива фольклора, а также научная библиотека и издательство. В 2009 году в институте насчитывалось 122 работника, из них 68 научных работника: 4 хабилитированных доктора (2 профессора), 40 докторов (8 доцентов), 24 младших научных работников, 10 докторантов; 44 других сотрудников.

## Руководство
- Винцас Миколайтис-Путинас 1941— 1946
- Костас Корсакас 1946— 1984
- Йонас Ланкутис 1984— 1993
- Леонардас Саука 1993–2001
- Альгис Каледа 2001— 2007
- Миндаугас Кветкаускас 2008 — 2018
- Аура Мартишюте с 2018.

## Издания
Институт издаёт собрания сочинений классиков литовской литературы и записи фольлора, энциклопедии, хрестоматии, справочные и информационные издания, а также монографии, научные сборники, продолжающиеся издания и серии книг, посвящённые отдельным авторам, литературным жанрам, анализу проблем истории и теории литературы и фольклора.

### Журналы и продолжающиеся издания
- „Tautosakos darbai“
- „Senoji Lietuvos literatūra“ (с 1992 года)
- „Lietuvių liaudies dainynas“ (с 1980 года, до 2006 года вышло 19 томов
- „Colloquia“ (с 1999 года)

### Серии книг
- „Senosios literatūros studijos“ (с 1994 года)
- „Naujosios literatūros studijos“ (с 1996 года)
- „Ars critica“
- „Lietuvių tekstologijos studijos“